# Bacotia nepalica
Bacotia nepalica är en fjärilsart som beskrevs av Wolfgang Dierl 1966. Bacotia nepalica ingår i släktet Bacotia och familjen säckspinnare. Inga underarter finns listade i Catalogue of Life.